# パオロ・ポルポラ
パオロ・ポルポラ（イタリア語: Paolo Porpora、1617年 – 1673年）はバロック時代後期のイタリアの画家。ナポリでの活動を主としており、花の静物画を得意とした。

## 概要
ジュゼッペ・レッコの父であるジャコモ・レッコ（Giacomo Recco）の弟子であったと文献に記され、アニエロ・ファルコーネの工房で働いたとされる。
ローマの芸術家協会のアカデミア・ディ・サン・ルカに1656年から1658年まで入会しており、ローマのオランダ人静物画家から影響を受けたとされる。ジョバン・バッティスタ・ルオッポロなどの弟子がいる。

## 作品

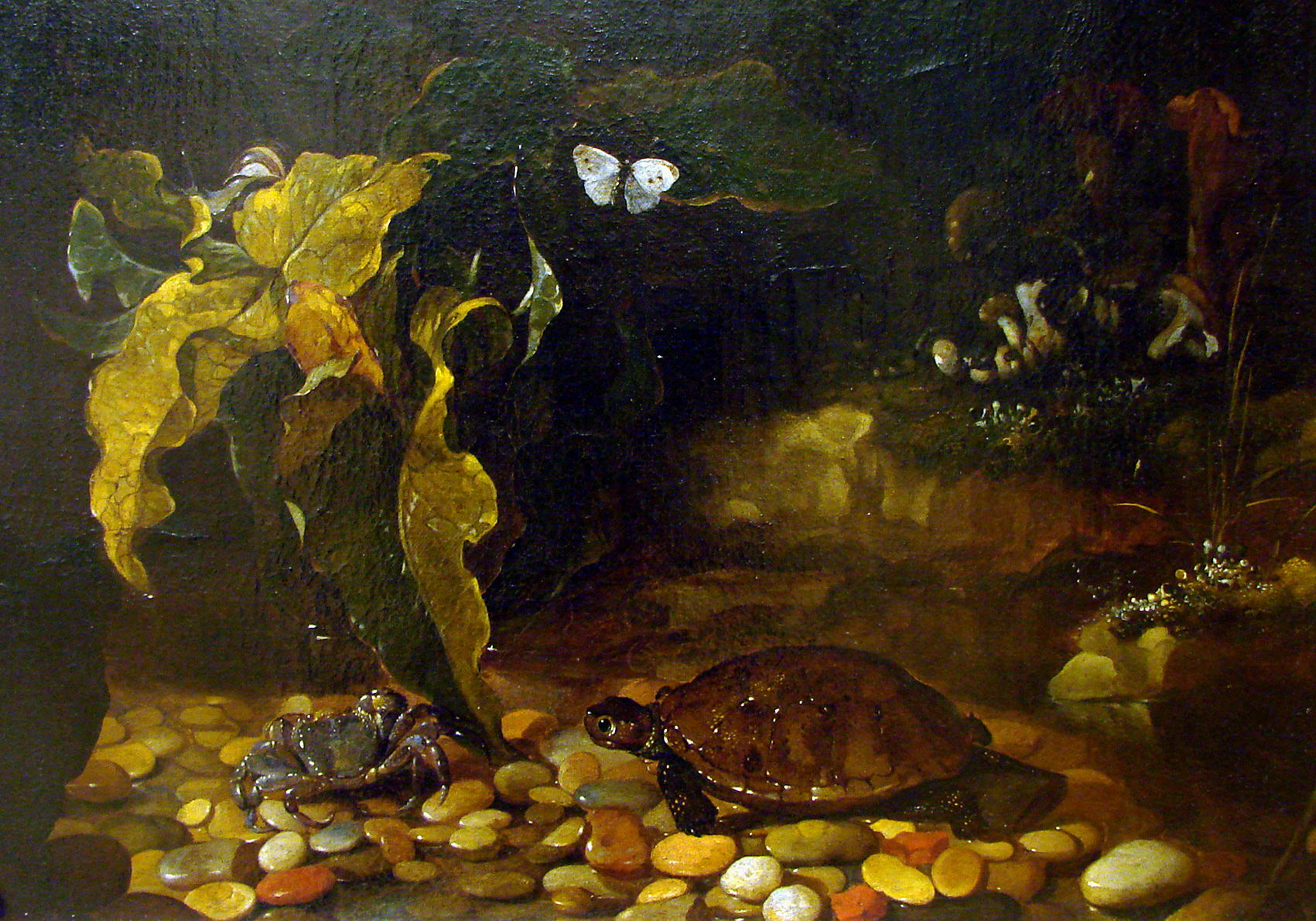
『亀と蟹』（1656年） ナンシー美術館所蔵
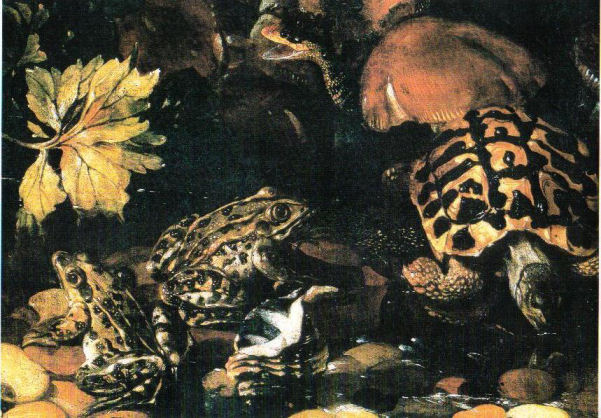
『爬虫類』 カポディモンテ美術館所蔵